# Tyrrell Racing
Tyrrell Racing – zespół wyścigowy i konstruktor w Formule 1 założony przez Kena Tyrrella; zespół osiągał największe sukcesy na początku lat 70., kiedy Jackie Stewart zdobył dla nich dwa tytuły mistrza świata (1971, 1973) i tytuł mistrza konstruktorów 1971; zespół nigdy potem nie osiągał takich sukcesów, ale nadal wygrywał pojedyncze wyścigi do początku lat 80.; w 1997 stajnia została kupiona przez British American Racing i w 1998 po raz ostatni ścigała się jako Tyrrell

## Historia

### Niższe formuły wyścigowe (1958-1967)
Tyrrell Racing powstał w 1958. Zespół wystawiał bolidy w Formule 3 dla Kena Tyrrella i lokalnych gwiazd. Zdając sobie sprawę, iż nie jest materiałem na dobrego kierowcę wyścigowego Ken Tyrrell przestał startować w 1959 i przygotował samochody do Formuły Junior w rodzinnej szopie przerobionej na warsztat. W latach 60. Tyrrell startował w niższych formułach wyścigowych dając debiuty takim kierowcom jak John Surtees i Jacky Ickx. Jednak najbardziej pamiętane jest partnerstwo z Jackie Stewartem, który pierwszy raz pokazał się w 1963.
W latach 1965–1967 Tyrrell zaangażowany był w Formułę 2, podczas gdy Jackie Stewart dostał się do Formuły 1. Wkrótce Tyrrell podpisał umowę z francuską Matrą w sprawie tworzenia bolidów do startów w Formule 2.

### Formuła 1 (1968-1998)
Z pomocą Elfa i Forda Tyrrell osiągnął upragniony awans do Formuły 1 w 1968 jako dyrektor Matra International – przedsięwzięcie zespołu Tyrrell i Matry. Jackie Stewart zdobył swój pierwszy tytuł mistrzowski w 1969 kierując Matrę MS80 z silnikiem Coswortha.
Na sezon 1970 Matra uparła się, aby używać jednostek napędowych ich własnej konstrukcji, podczas gdy Ken Tyrrell i Jackie Stewart woleli używać nadal Cosworthów i utrzymać dobre relacje z Fordem. W konsekwencji Ken Tyrrell kupił od Marcha podwozie, z którym różnie sobie radził Stewart. Na sezon 1971 Tyrrell miał przygotowany własny bolid. Zespół ciągle był sponsorowany przez francuskiego Elfa. Mimo wielu lat startów Tyrrell prawie przez cały okres do końca istnienia zachował tradycyjne, niebieskie, francuskie barwy wyścigowe.
W 1971 Tyrrell zdobył tytuł mistrza świata kierowców (Jackie Stewart) na własnej konstrukcji. Stewarta w drugim wozie Tyrrella wspierał François Cevert. W kolejnym sezonie Stewart opuścił Grand Prix Belgii z powodu zapalenia żołądka i nie zdołał obronić tytułu mistrzowskiego, zdobywając tytuł wicemistrza. W 1973 powrócił jednak w pełni sił i po raz trzeci został mistrzem świata. Cevert ukończył mistrzostwa na czwartym miejscu, jednak nie dane było cieszyć się z tego zespołowi. Francuz zginął podczas kwalifikacji przed ostatnim wyścigiem sezonu – Grand Prix USA na Watkins Glen. Stewart, który planował wycofać się na koniec sezonu, nie wystartował w wyścigu. Po odejściu trzykrotnego mistrza świata i śmierci utalentowanego Francuza Tyrrell pozostał bez doświadczonego i szybkiego kierowcy. Od tego momentu Tyrrell tak naprawdę już nigdy się nie liczył w walce o tytuły.

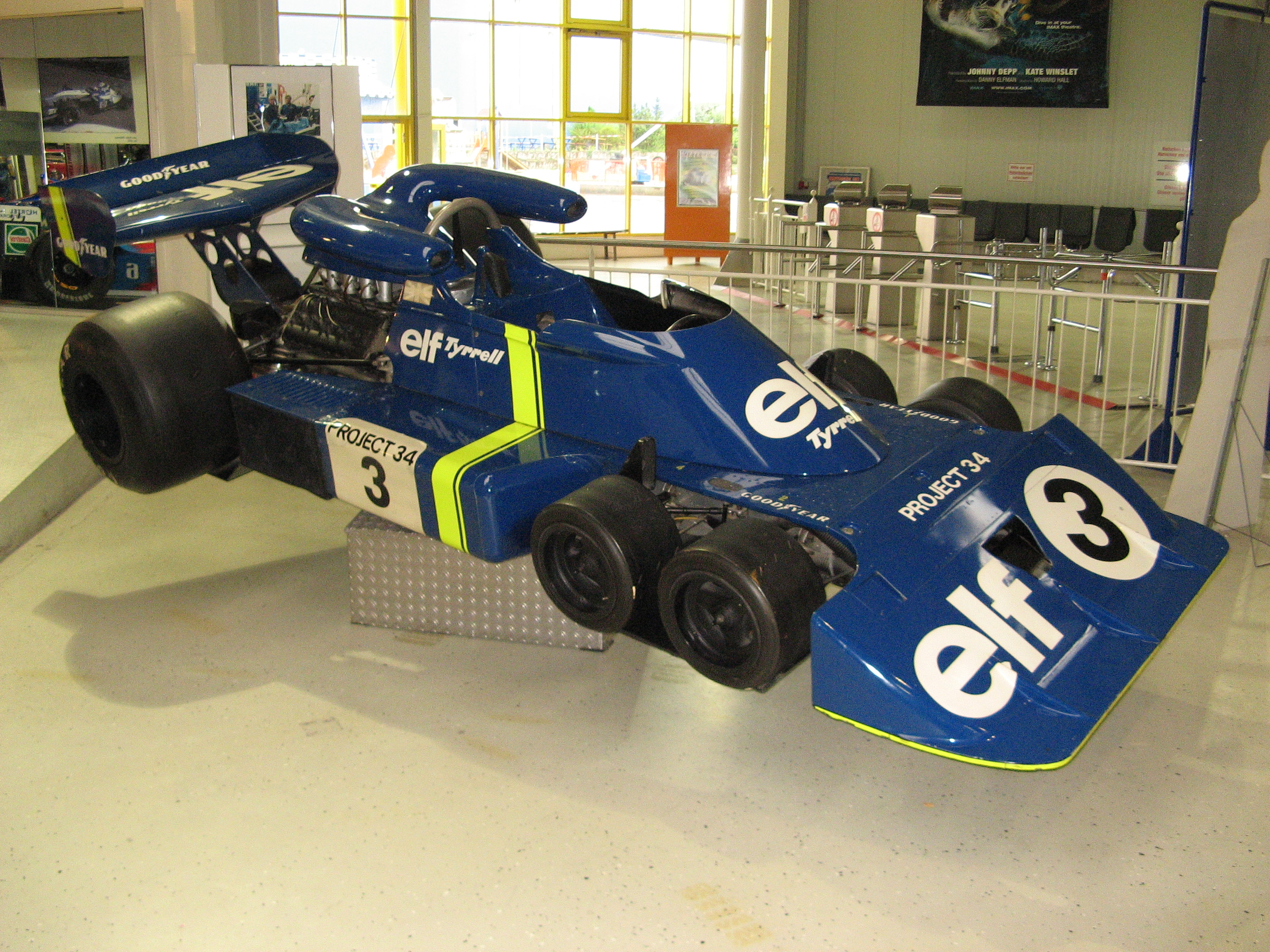
6-kołowy Tyrrell P34

Pomimo tego wszystkiego Tyrrell pozostał znaczącą siłą do końca lat 70. Dla Tyrrella wyścigi wygrywali Jody Scheckter i Patrick Depailler. Ekipa była w stanie osiągać nawet dublety. Osiągnęła to w Grand Prix RPA w 1976. Scheckter i Depailler prowadzili wtedy sześciokołowe Tyrrelle P34. Była to udana konstrukcja, w której dwa przednie koła zastąpiono czterema mniejszymi. Projekt został porzucony po tym, jak Goodyear odmówił ulepszania małych przednich opon, jako że był zbyt zajęty walką z innymi producentami opon.
W latach 80. w Formule 1 nastała era turbo, która spowodowała, że dotychczasowe pojazdy stały się przestarzałe. Bez odpowiedniego finansowania Tyrrell został ostatnim zespołem w stawce, który nadal używał Coswortha DFV. Był to początek poważnych kłopotów Tyrrella, który miał problemy z pozyskaniem sponsorów. Symboliczną okazała się wygrana Michele Alboreto w Grand Prix Stanów Zjednoczonych – Wschód w 1983. Było to ostatnie zwycięstwo zarówno Tyrrella jak i Coswortha DFV. W 1984 Tyrrell został zdyskwalifikowany za niezgodności podczas Grand Prix w Detroit.
Tyrrell przetrwał lata 80. i 90. Krótkie odrodzenie zespołu nastąpiło w 1990. Kombinacja nowego, rewolucyjnego nosa autorstwa Harveya Postlethwaite'a oraz debiut Jeana Alesiego przyniosły Tyrrellowi dwa drugie miejsca w Phoenix i Monako. W Phoenix Alesi prowadził w wyścigu przez 30 okrążeń. Na następny sezon Francuz przeszedł do Ferrari i pomimo silników Hondy oraz sponsorstwa Brauna w 1991 i 1992, zespół zaczynał z powrotem spadać na koniec stawki. W 1998 na skutek słabnącej formy zespołu i złego stanu zdrowia Ken Tyrrell został zmuszony do sprzedaży zespołu British American Tobacco, które zmieniło nazwę z Tyrrell na British American Racing – w skrócie BAR. Ostatnim wyścigiem dla zespołu o nazwie Tyrrell było Grand Prix Japonii 1998, kiedy to Ricardo Rosset nie zdołał zakwalifikować się do wyścigu, a Toranosuke Takagi wycofał się na 28. okrążeniu po kolizji z jednym z Minardi.
Ken Tyrrell zmarł na raka 25 sierpnia 2001.